# A-linje

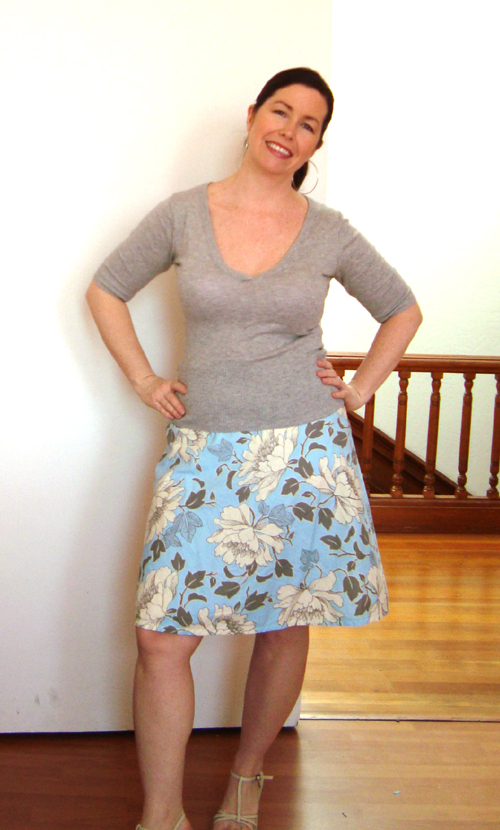
A-formad kjol.

A-linje, A-form på jackor, kappor, klänningar och kjolar, innebär snål linje upptill och klocklinje nedtill.
A-linjen uppstod hos Dior 1954–1956 för att sedan återkomma 1965–1967 samt i mitten av 1990-talet. Dior ska ha influerats av formen på Eiffeltornet.